# Labécède-Lauragais
Labécède-Lauragais település Franciaországban, Aude megyében. Lakosainak száma 419 fő (2022. január 1.). Labécède-Lauragais Les Brunels, Issel, La Pomarède, Saint-Papoul, Verdun-en-Lauragais és Vaudreuille községekkel határos.

## Népesség
A település népessége az elmúlt években az alábbi módon változott:
| Lakosok száma | 231  | 279  | 317  | 372  | 430  | 421  | 412  | 399  | 406  | 419  |
|               | 1968 | 1982 | 1990 | 2006 | 2013 | 2015 | 2017 | 2019 | 2020 | 2022 |